# Sebastes schlegelii
Sebastes schlegelii és una espècie de peix pertanyent a la família dels sebàstids i a l'ordre dels escorpeniformes.

## Descripció
Fa 65 cm de llargària màxima i 3,1 kg de pes. 13 espines i 11-13 radis tous a l'única aleta dorsal i 3 espines i 6-8 radis tous a l'anal. Aletes pectorals amb 17-18 radis tous i pelvianes amb 1 espina i 5 radis tous. Absència d'aleta adiposa. Línia lateral contínua. És de color gris amb taques fosques i presenta franges fosques a les galtes.

## Reproducció
És ovovivípar, pon entre 44.000 i 780.000 ous i, al krai de Primórie (Rússia), el període reproductiu té lloc entre els mesos de maig i juny.

## Alimentació
El seu nivell tròfic és de 3,1.

## Malalties
Pot ésser infestat per Microcotyle sebastis.

## Hàbitat i distribució geogràfica
És un peix marí, demersal (entre 3 i 100 m de fondària) i de clima temperat, el qual viu al Pacífic nord-occidental: les àrees properes a la costa i de fons rocallós (encara que els joves es troben associats amb algues a la deriva) de tot el Japó (llevat de les illes Ryukyu), la península de Corea i el nord-est de la Xina, incloent-hi el mar de la Xina Oriental, la mar del Japó i la mar Groga. Segons sembla, n'hi ha establerta una població des de l'any 2008 al sud-oest dels Països Baixos (a l'Escalda Oriental), una zona les condicions de la qual li són favorables, ja que són comparables a les de la seua àrea de distribució original. Aquesta introducció és probable que hagi estat deguda a conseqüència del comerç de peixos d'aquari i la seua posterior posada en llibertat o al seu transport accidental en els tancs d'aigua de llast d'algun vaixell.

## Observacions
És inofensiu per als humans, el seu índex de vulnerabilitat és d'alt a molt alt (68 de 100), té una longevitat de 20 anys, és criat comercialment al Japó i Corea del Sud, i accepta fàcilment viure en un aquari. A causa del seu alt valor comercial, aquesta espècie ha estat un dels principals objectius de la piscicultura durant els darrers 10 anys i, per exemple, la seua producció comercial a Corea del Sud és la segona en importància després de la de Paralichthys olivaceus.